# 三稜籽屬
三稜籽屬（學名：Trigonocarpus），曾又名三角果屬，是種子蕨類植物的一個種子的形態屬，許多髓木目種子蕨的種子印模和鑄件化石都包含在此屬之下。

## 特徵

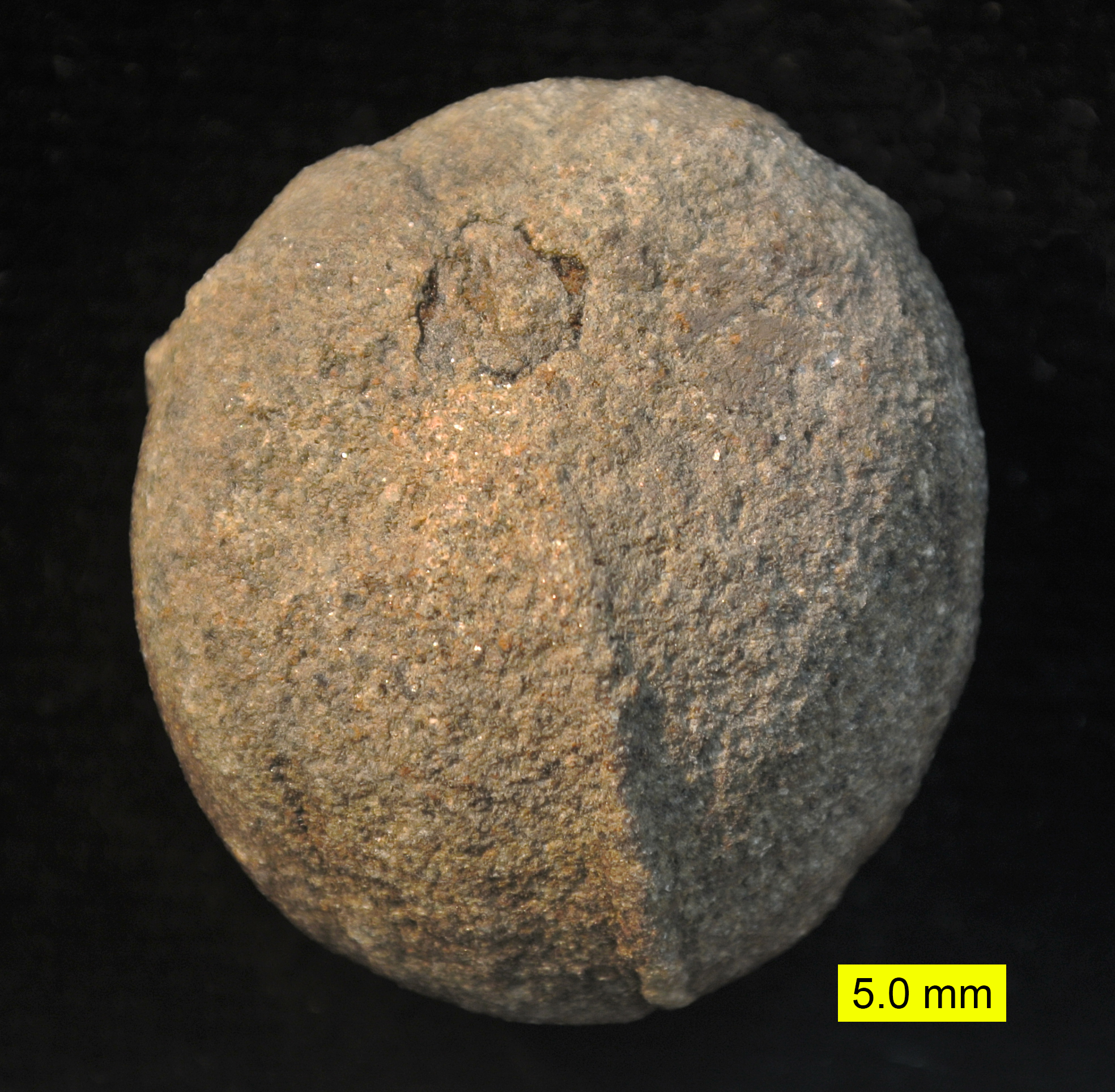
Trigonocarpus trilocularis的化石

三稜籽的外表覆蓋三條縱向的條紋，可能為其纖維狀或木質帶，使其外殼更加堅固，三個條紋將種籽縱向分成三瓣。種籽的一端可能附著於複葉上或位於複葉下方，但幾乎沒有發現附著在原位置上的標本。

## 物種
以下列出本屬的部分物種：
- 榧三稜籽 Trigonocarpus schultzianus Goeppert & Berger[3]
- 橢圓三稜籽 Trigonocarpus ellipticus Zhao & Wu
- Trigonocarpus trilocularis Hildreth, 1838